# Constantin Tătăranu
Constantin Tătăranu (1893 - 1953) a fost un avocat român, guvernator al Băncii Naționale a României în perioada 14 martie 1945 - 21 mai 1946.